# Pacific Electric
La compañía Pacific Electric Railway Company, apodada Red Cars en inglés, por sus coches rojos, era un sistema de tranvías eléctricos que ofrecía un servicio de transporte público en el sur de California, Estados Unidos. La compañía era privada, y en la década de 1920 se convirtió en el sistema ferroviario electrificado más grande del mundo. Organizado alrededor de la ciudad de Los Ángeles, conectaba las ciudades de San Bernardino, Riverside y con el Condado de Orange.
El sistema compartía vías de doble ancho con el sistema "Yellow Car" de la compañía Los Angeles Railway de vía estrecha de 3 pies y 6 pulgadas (1.067 mm) de ancho solamente en el Centro de Los Ángeles.
Operó desde 1901 hasta 1963. Su sucesor indirecto es el Metro de Los Ángeles.

## Distritos de operación

Villas de Los Angeles Pacific Electric (Red Cars)(Mapa interactivo)

El sistema tenía cuatro distritos de operación:
- Distrito Norte: San Gabriel Valley, incluyendo Pasadena, Mount Lowe, South Pasadena, Alhambra, El Monte, Covina, Duarte, Glendora, Azusa, Sierra Madre y Monrovia.
- Distrito Este: Pomona, San Bernardino, Arrowhead Springs, Riverside, Rialto y Redlands en el Inland Empire.
- Distrito Sur: Long Beach, Newport Beach, Huntington Beach, San Pedro vía Dominguez, Santa Ana, El Segundo, Redondo Beach vía Gardena y San Pedro vía Torrance.
- Distritos Oeste: Hollywood, Glendale/Burbank, San Fernando Valley, Beverly Hills, Santa Mónica, Manhattan/Redondo/Hermosa Beaches, Venice, Playa Del Rey.

## Historia

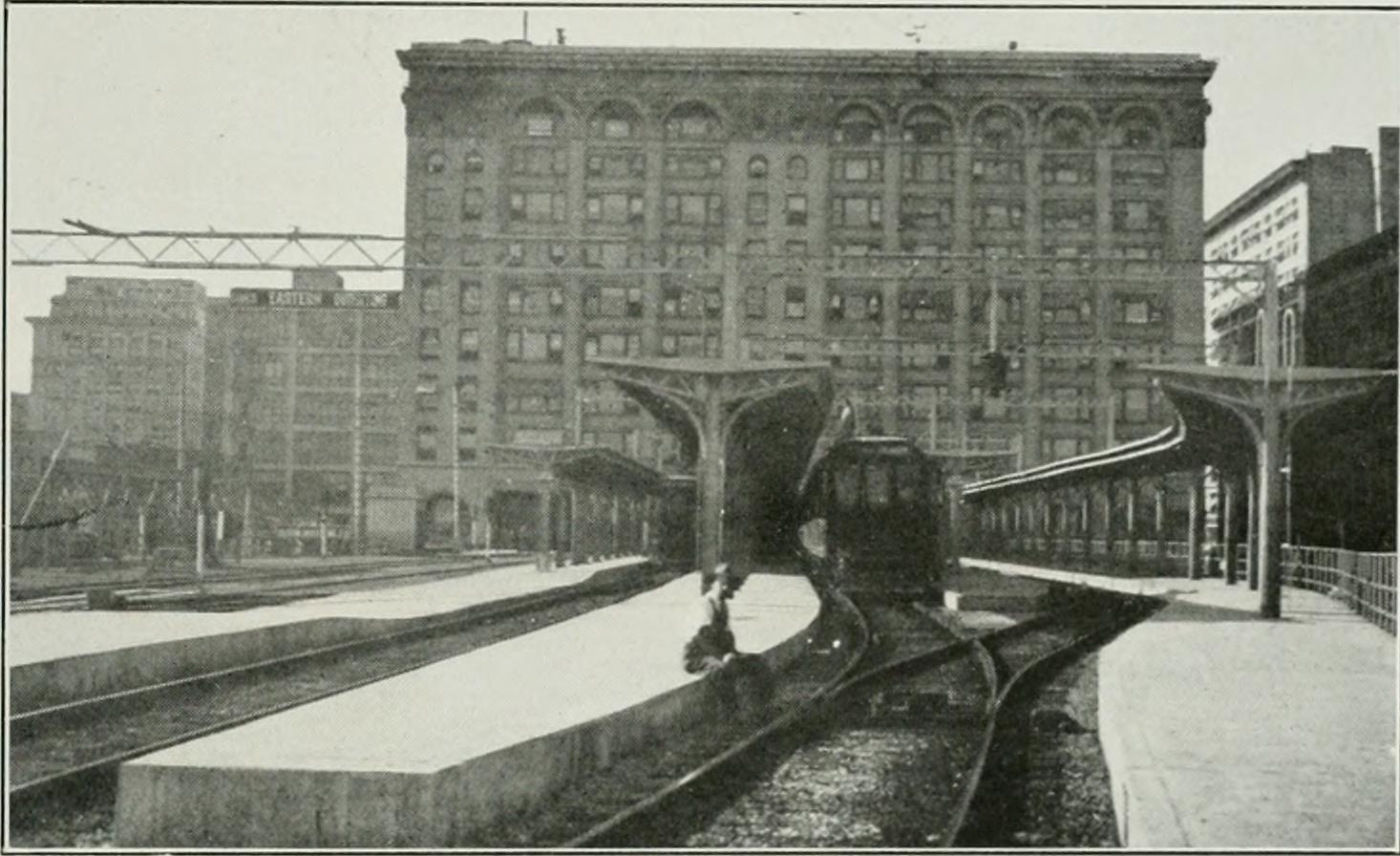
Edificio Pacific Electric, localizado en la calle 6 con Main en el Centro de Los Ángeles (1916)

Los troleys eléctricos aparecieron por primera vez en Los Ángeles en 1887. : 208  En 1895, las tres compañías independientes llamadas "Pasadena & Pacific railway" (Pasadena), "Pasadena & Los Ángeles Railway" (Pasadena al Centro de Los Ángeles) y "Los Angeles Pacific Railway (Línea a Santa Monica)" fueron combinadas a partir de la fusión de las compañías. Renombrado como "Pasadena & Pacific Railway", impulsó el turismo en el sur de California, haciendo honor a su lema: "De las montañas al mar".

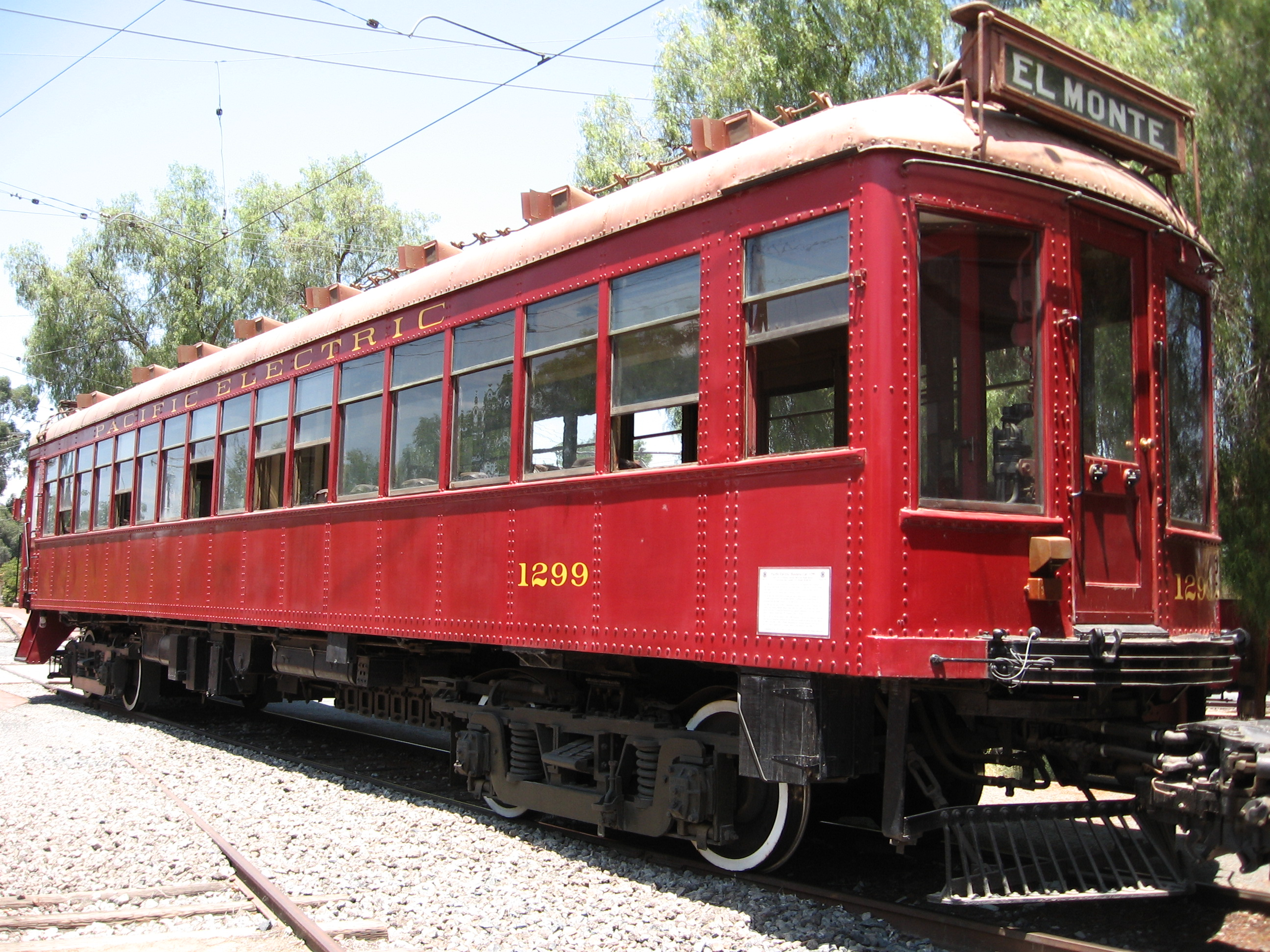
Pacific Electric #1299

El Pacific Electric Railway fue creado en 1901 por el ejecutivo Henry E. Huntington y el banquero Isaias W. Hellman. Como vicepresidente de Southern Pacific Railroad (SP), compañía operada por su tío, Collis P. Huntington, Huntington tenía experiencia en líneas de tranvías eléctricas en San Francisco, donde supervisó el esfuerzo de SP para consolidar muchos ferrocarriles más pequeños en una red organizada. Hellman, presidente del banco Nevada Bank el más grande banco de San Francisco en esos días, se convirtió en uno de los mayores inversionistas para estas líneas y él y el joven Huntington desarrollaron una larga amistad. El éxito de su inversiones en San Francisco y la experiencia de Hellman en la financiación de algunas de las primeras líneas de tranvía de Los Ángeles los llevaron a invertir en la compra de algunas líneas existentes en el centro de Los Ángeles que comenzaron a estandarizar y organizar en una red llamada "Los Angeles Railways". Cuando murió su tío Collis, Henry perdió el control de la compañía de SP ante el presidente de Union Pacific, E. H. Harriman. Huntington decidió entonces concentrar sus energías en el sur de California.
En mayo de 1901, Hellman, que había sido el principal banquero del sur de California durante casi tres décadas (y poseía muchas propiedades allí), escribió a Huntington que "ha llegado el momento en que deberíamos comenzar a construir ferrocarriles suburbanos fuera de la ciudad". Hellman agregó que ya había encargado al ingeniero Epes Randolph que inspeccionara y trazara la primera línea de la compañía, que sería a Long Beach. En ese mismo año, Huntington y Hellman incorporaron una nueva entidad, Pacific Electric Railway of California, formada para construir nuevas líneas ferroviarias eléctricas para conectar Los Ángeles con las ciudades circundantes. Hellman y su grupo de inversores poseían el control de mayoría de acciones de la compañía. Usando sustitutos, el sindicato comenzó a comprar propiedades y derechos de paso. El primer proyecto principal de la nueva compañía, la línea a Long Beach, se inauguró el 4 de julio de 1902.
En lo que se llamó la "Gran Fusión" del 1 de septiembre de 1911, la compañía Southern Pacific creó una nueva Compañía de Ferrocarriles, que estaba compuesta por las compañías Los Angeles Inter-Urban Railway, Los Angeles Pacific Railway, The Los Angeles and Redondo Railway, the San Bernardino Valley Traction Company, San Bernardino Interurban, Redlands Central, y Riverside & Arlington, con todas las operaciones ahora bajo el nombre de Pacific Electric.
Después de estas adquisiciones, PE se convirtió en el mayor operador de servicios de pasajeros por ferrocarril eléctrico interurbano en el mundo, con 2.160 trenes diarios en más de 1.600 km de vías. Operaba a muchos destinos en el sur de California, particularmente al sur y al este.
PE operaba con frecuencia trenes de carga con energía eléctrica en toda su área de servicio (hasta 65 millas) a Redlands. El PE fue responsable de una innovación en la seguridad de los cruces: la señal de paso a nivel electromecánica automática, apodada el wigwag. Este dispositivo fue adoptado rápidamente por otros ferrocarriles.
En la era anterior del automóvil, el ferrocarril interurbano eléctrico era la forma más económica de conectar parcelas suburbanas y de la periferia metropolitana con el centro de las ciudades.

### Declive

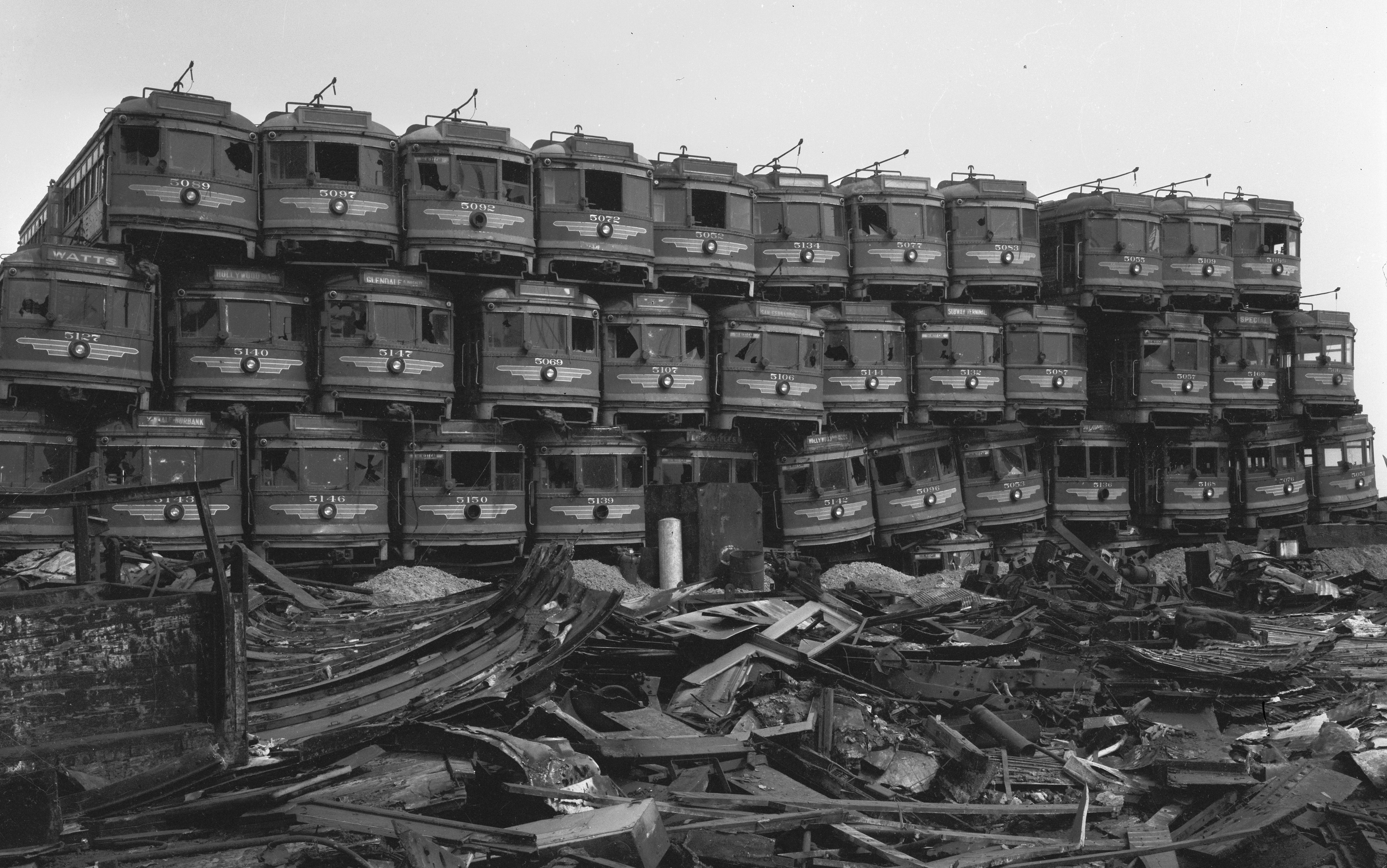
Troleys de Pacific Electric apilados en el puerto de Los Angeles, 1956, esperando ser desguazados

El déficit de ingresos iniciado en la década de 1930 causó que Pacific Electric comenzara a reemplazar líneas de tranvía por líneas de autobuses. En 1958, los restos de los líneas privadas de tren y autobús se consolidaron en una agencia gubernamental conocida como Los Angeles Metropolitan Transit Authority (la Autoridad Metropolitana de Tránsito de Los Ángeles), formada por el estado de California. Para 1963, las líneas restantes de tranvía se eliminaron por completo. Varias razones económicas incidieron en la caída del servicio de la Pacific Electric, pero está probado que la industria automovilística, específicamente General Motors, [Firestone], y [Standard Oil] compraron a través de testaferros las compañías de tranvías en Los Ángeles, para provocar el declive y desaparición de ese medio de transporte, haciendo que la gente comprase sus propios coches y usara las autopistas. Una versión de este tema se usó en la película ¿Quién engañó a Roger Rabbit? producida por Disney.
Con la construcción del sistema freeways interestatal, la compra de automóviles en los años 50 y otros factores. La compañía Pacific Electric dejó de ser la preferida moda de transporte de Los Ángeles. En 1963, la compañía fue disuelta. Se remplazaron las líneas con autobuses y autovías.

## Sucesor
En 1990 se abrió la primera línea de tren urbano en Los Ángeles desde 1963. La nueva agencia gubernamental llamado Los Angeles County Metropolitan Transportation Authority fue creada con su sistema Los Angeles Metro Rail en 1990, 27 años después. Desde 2023, tiene cinco líneas usando las rutas antiguas de Pacific Electric, siendo su sucesor indirecto.

## Cultura popular

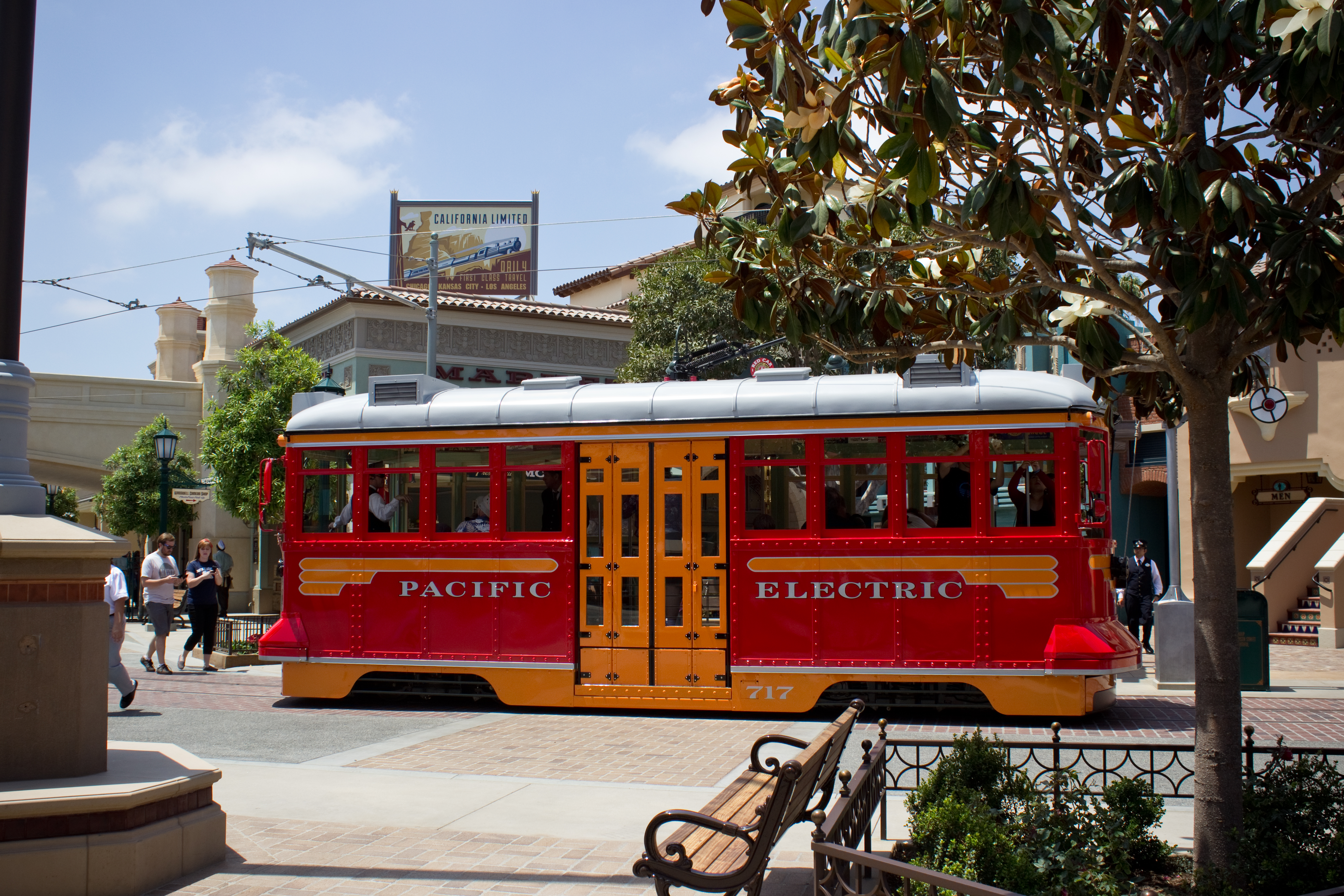
Tranvía 623 de Disney California Adventure Park usando el estilo retro de Pacific Electric en 2012.

Por ser el sistema Metro de la Ciudad de Los Ángeles, la meca del cine estadounidense, varias películas han usado el Metro como protagonista. Los Red Car Trolleys se pueden ver en las películas retro Changeling, ¿Quién engañó a Roger Rabbit? y entre otras. Y en el parque Disneyland es usado como transporte en Disney California Adventure.